# Geografia turística

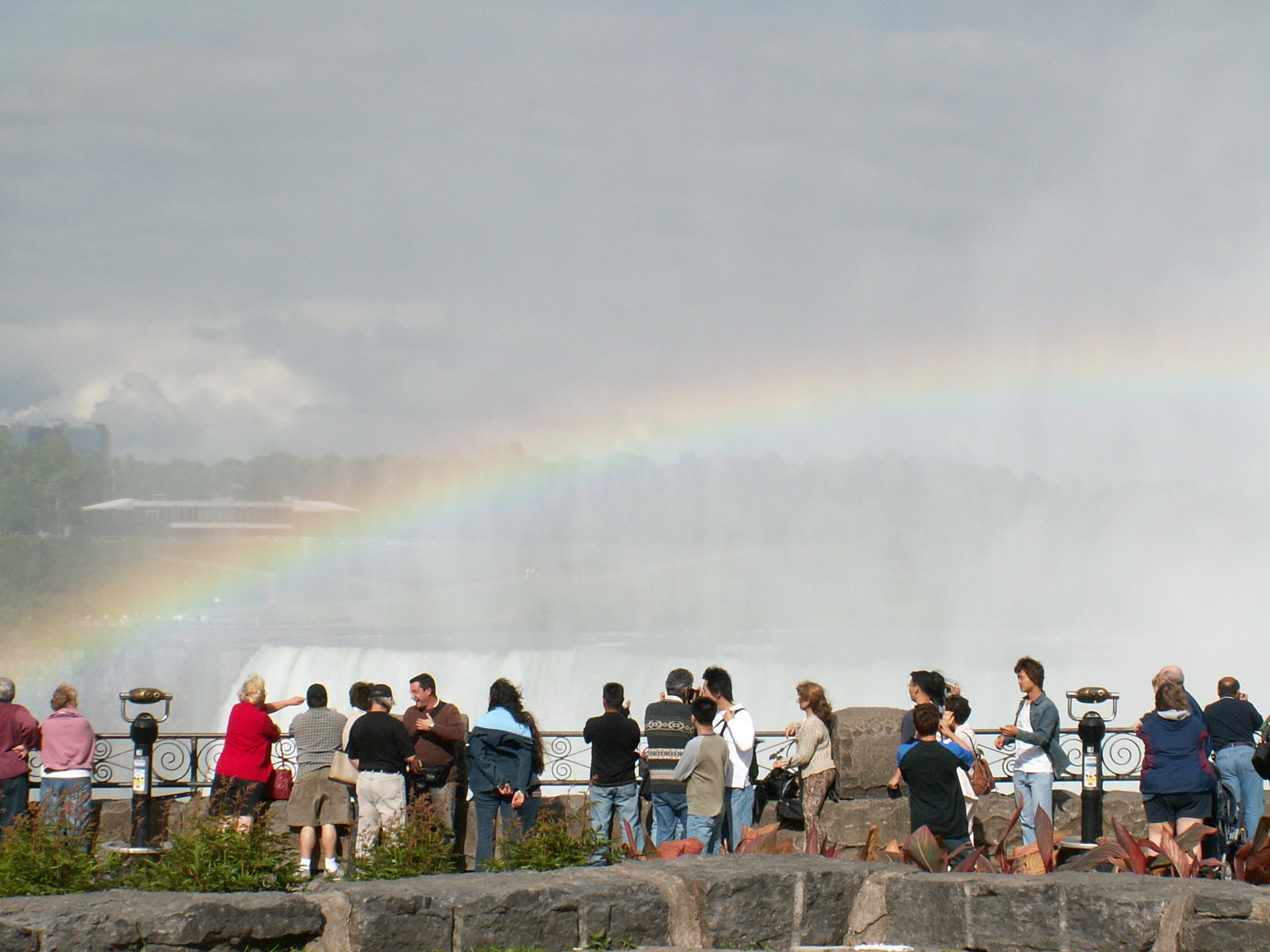
Turismo nas Cataratas do Niágara.

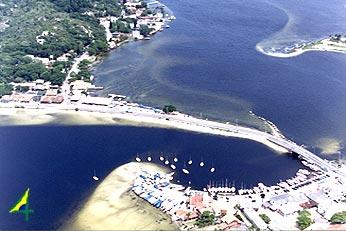

A Geografia turística é o estudo da viagem e do turismo como indústria e como atividade cultural e social. A geografia turística cobre diversos assuntos, incluindo o impacto ambiental do turismo, a economia do lazer, a indústria, gerenciamento e sociologia do turismo e a preservação de patrimônios históricos e naturais.
A Geografia é fundamental para o estudo do turismo, pois este é geográfico em sua natureza. Turismo ocorre em lugares, e envolve movimento e atividades entre os lugares e é uma atividade em que tanto as características locais quando as identificações pessoais são formadas, por intermédio de relações criadas entre lugares, paisagens e pessoas. A geografia física provê um plano de fundo essencial, sobre o qual lugares turísticos são criados e impactos ambientais e suas preocupações são as questões principais, que precisam ser consideradas no gerenciamento do desenvolvimento dos lugares turísticos.
As abordagens do estudo diferem conforme as várias preocupações. Muito da literatura do gerenciamento turística continua seguindo a metodologia quantitativa e considera o turismo como consistindo em lugares de origem turística (ou áreas geradoras de turismo), destinos turísticos (ou locais de suprimento turístico) e a relação (conexões) entre locais de origem e destino, o que inclui rotas de transporte, relações de negócios e motivações de viagens.
Recentes desenvolvimentos na geografia humana resultaram em abordagens como as da geografia cultural, que utilizam abordagens mais teoricamente diversificadas em relação ao turismo, incluindo a sociologia do turismo, que se estende além do turismo como uma atividade isolada e excepcional e considera como a viagem se encaixa no dia-a-dia das pessoas e como o turismo não é apenas um consumo de locais, mas também produz um “senso de lugar” no destino turístico.
A atividade turística em prol do estudo da geografia, uma disciplina exclusivamente escolar, consiste em captar imagens coloridas através de máquinas fotográficas digitais, ou seja, fotografias representando cidades, monumentos, pontos turísticos, cachoeiras, feiras, eventos, ruas, etc. Todas essas imagens servem para ilustrar os artigos sobre países, estatoides e cidades nesta enciclopédia. Elas podem ser feitas por qualquer indivíduo independente do nível de escolaridade, ou seja, um autodidata, mesmo tendo algum conhecimento sobre história, geografia, demografia, política, subdivisões, economia, infraestrutura, cultura e símbolos oficiais de países, estatoides e cidades do mundo inteiro.
Para planejar viagens para as cidades nas quais cujas fotografias serão captadas é necessário instalar em seu computador o Google Earth e observar o mapa com os caminhos os pontos a serem fotografados. Antes disso, deve-se anotar os seus endereços para melhor saber onde encontrá-los. Ter conhecimento sobre o lugar onde deseja ir é primordial para qualquer viagem bem sucedida.